# 1685.
◄ | 16. stoljeće | 17. stoljeće | 18. stoljeće | ►
◄ | 1650-ih | 1660-ih | 1670-ih | 1680-ih | 1690-ih | 1700-ih | 1710-ih | ►
◄◄ | ◄ | 1682. | 1683. | 1684. | 1685. | 1686. | 1687. | 1688. | ► | ►►
Arhitektura • Astronomija • Biologija • Glazba • Kazalište • Kemija • Kiparstvo • Knjige • Književnost • Kršćanstvo • Medicina • Politika • Pravo • Promet • Slikarstvo • Znanost

## Događaji
- Osmanska opsada Zadvarja.

## Rođenja
- 23. veljače – George Friedrich Händel, njemački skladatelj († 1759.)
- 12. ožujka – George Berkeley, irski filozof († 1753.)
- 31. ožujka – Johann Sebastian Bach, njemački skladatelj († 1750.)

## Smrti
- 23. siječnja – Pavao Zorčić, grkokatolički biskup (* o. 1620.)

## Vanjske poveznice
|  | Zajednički poslužitelj ima još gradiva o temi 1685. |